# Женні Перре
Женні Перре (фр. Jenny Perret) — швейцарська керлінгістка, олімпійська медалістка, чемпіонка світу.
Сріблу олімпійську медаль  Перре виборола разом із Мартіном Ріосом на Пхьончханській олімпіаді 2018 року в турнірі змішаних пар. Вона також виграла чемпіонат світу 2017 року в цьому виді змагань.

## Зовнішні посилання
- У базі даних www.worldcurl.com [Архівовано 27 грудня 2017 у Wayback Machine.]

## Виноски
1. ↑  Swiss Olympic - Curling macht den Auftakt bei den Olympiaselektionen [Архівовано 10 вересня 2018 у Wayback Machine.](нім.)